# Бангор (містечко, Вісконсин)
Бангор (англ. Bangor) — місто (англ. town) в США, в окрузі Ла-Кросс штату Вісконсин. Населення — 617 осіб (2020).

## Демографія
Згідно з переписом 2010 року, у місті мешкало 615 осіб у 220 домогосподарствах у складі 175 родин. Було 234 помешкання
Расовий склад населення:
| - 98,0 % — білих - 0,5 % — азіатів - 0,3 % — вихідців з тихоокеанських островів - 0,2 % — чорних або афроамериканців |

До двох чи більше рас належало 0,8 %. Частка іспаномовних становила 2,0 % від усіх жителів.
За віковим діапазоном населення розподілялося таким чином: 24,4 % — особи молодші 18 років, 65,2 % — особи у віці 18—64 років, 10,4 % — особи у віці 65 років та старші. Медіана віку мешканця становила 41,6 року. На 100 осіб жіночої статі у місті припадало 105,7 чоловіків;  на 100 жінок у віці від 18 років та старших — 106,7 чоловіків також старших 18 років.
Середній дохід на одне домашнє господарство  становив 69 400 доларів США (медіана — 59 327), а середній дохід на одну сім'ю — 76 862 долари (медіана — 69 063). Медіана доходів становила 44 500 доларів для чоловіків та 40 179 доларів для жінок. За межею бідності перебувало 21,7 % осіб, у тому числі 49,3 % дітей у віці до 18 років та 17,0 % осіб у віці 65 років та старших.
Цивільне працевлаштоване населення становило 300 осіб. Основні галузі зайнятості: освіта, охорона здоров'я та соціальна допомога — 24,0 %, сільське господарство, лісництво, риболовля — 19,0 %, роздрібна торгівля — 13,3 %, виробництво — 12,3 %.